# Libyastus vates
Libyastus vates är en loppart som beskrevs av Jordan 1936. Libyastus vates ingår i släktet Libyastus och familjen fågelloppor. Inga underarter finns listade i Catalogue of Life.